# Cyperus polystachyos
Cyperus polystachyos, hay Pycreus polystachyos là một loài thân thảo trong họ Cyperaceae. Chúng được phát hiện ở một vùng đất từ Texas đến Maine.

## Hình ảnh

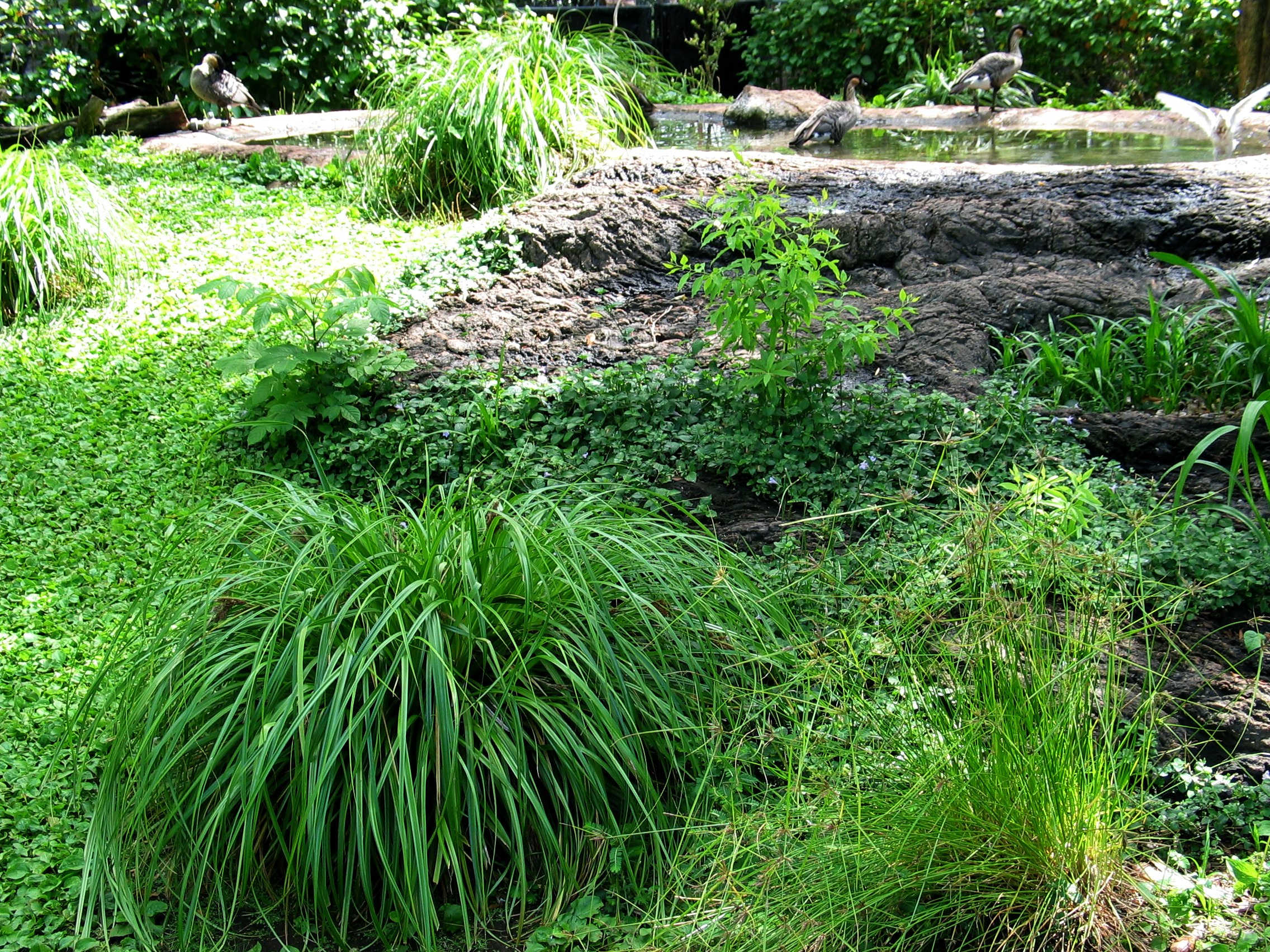
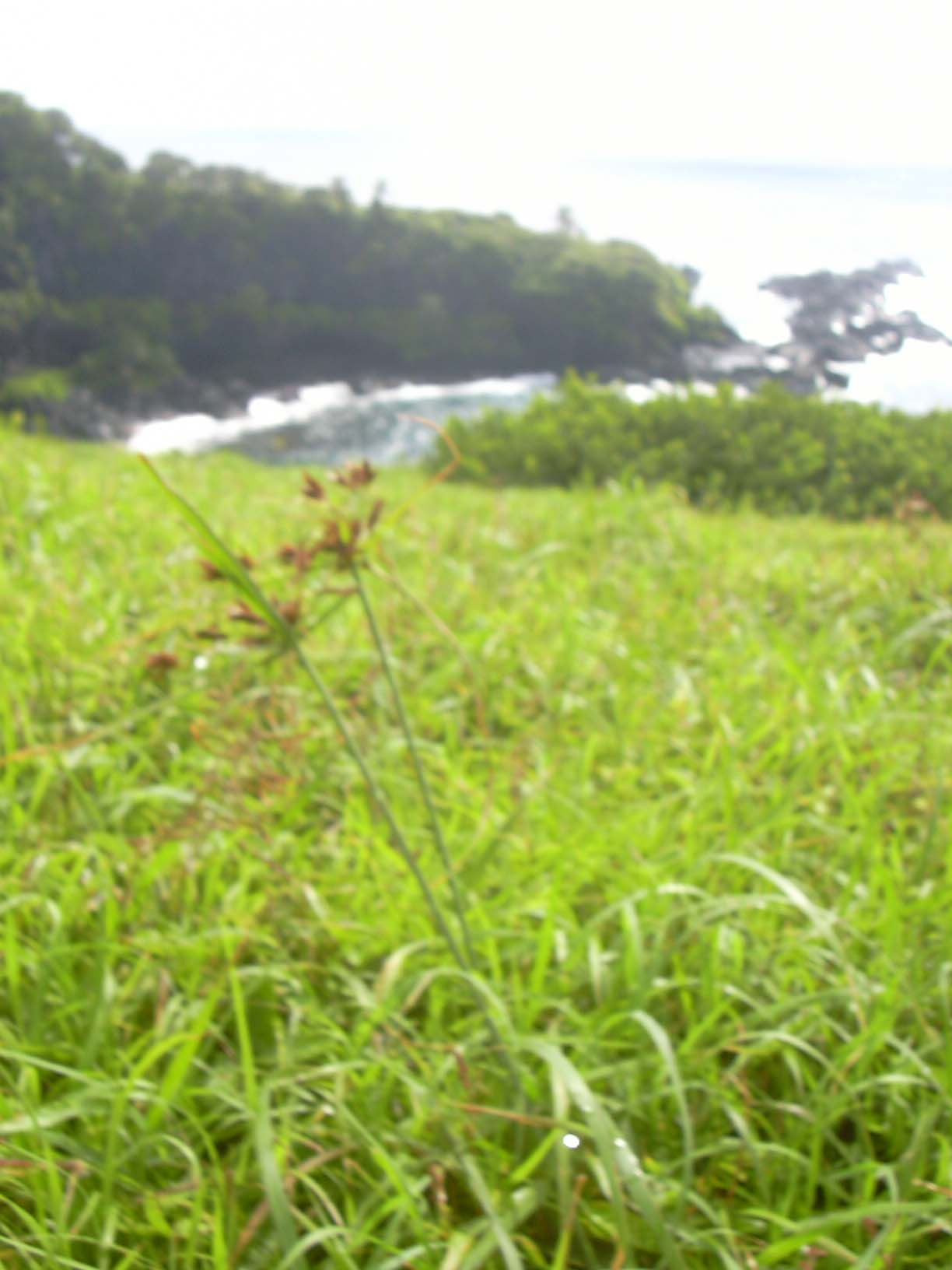
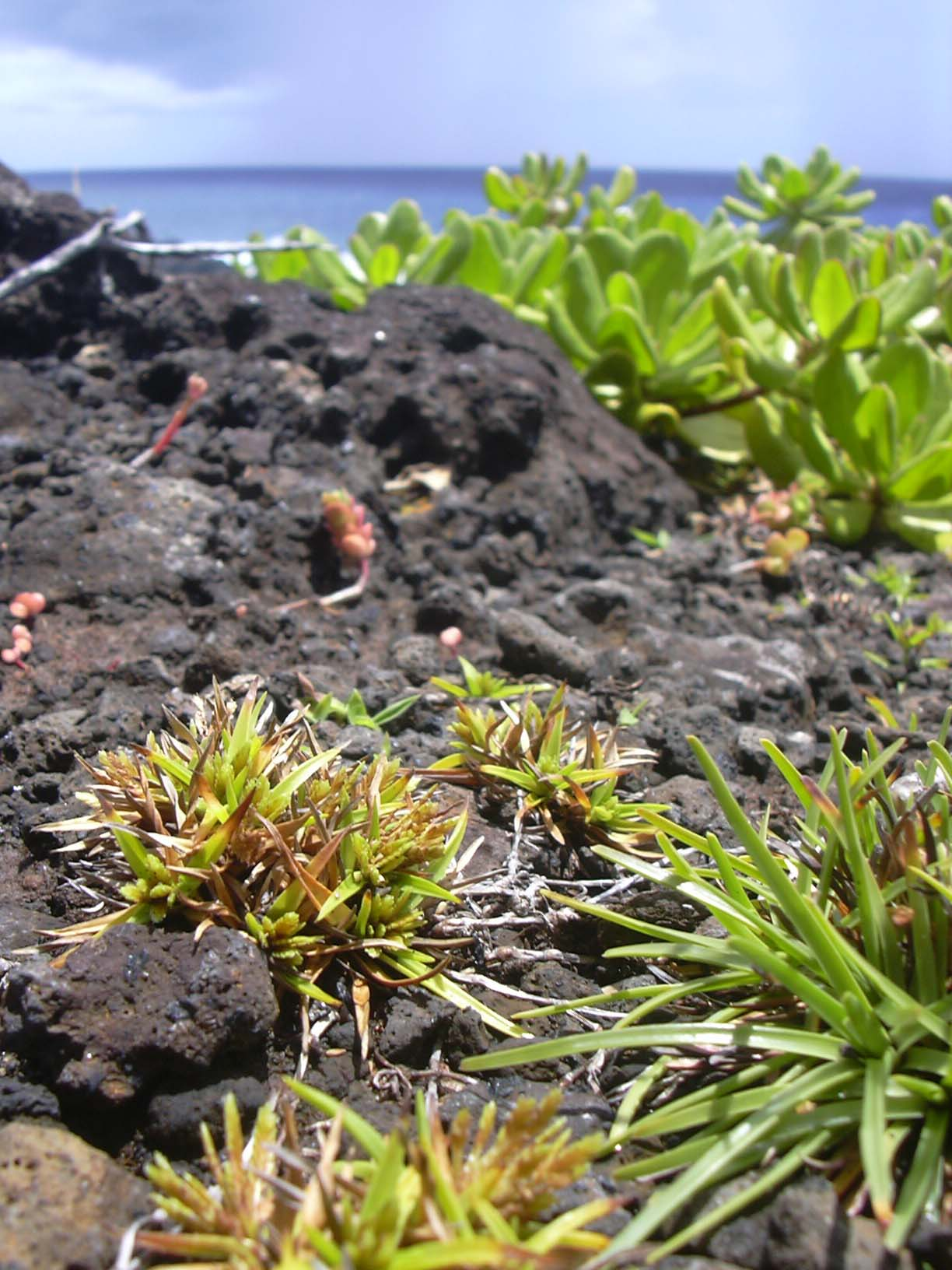
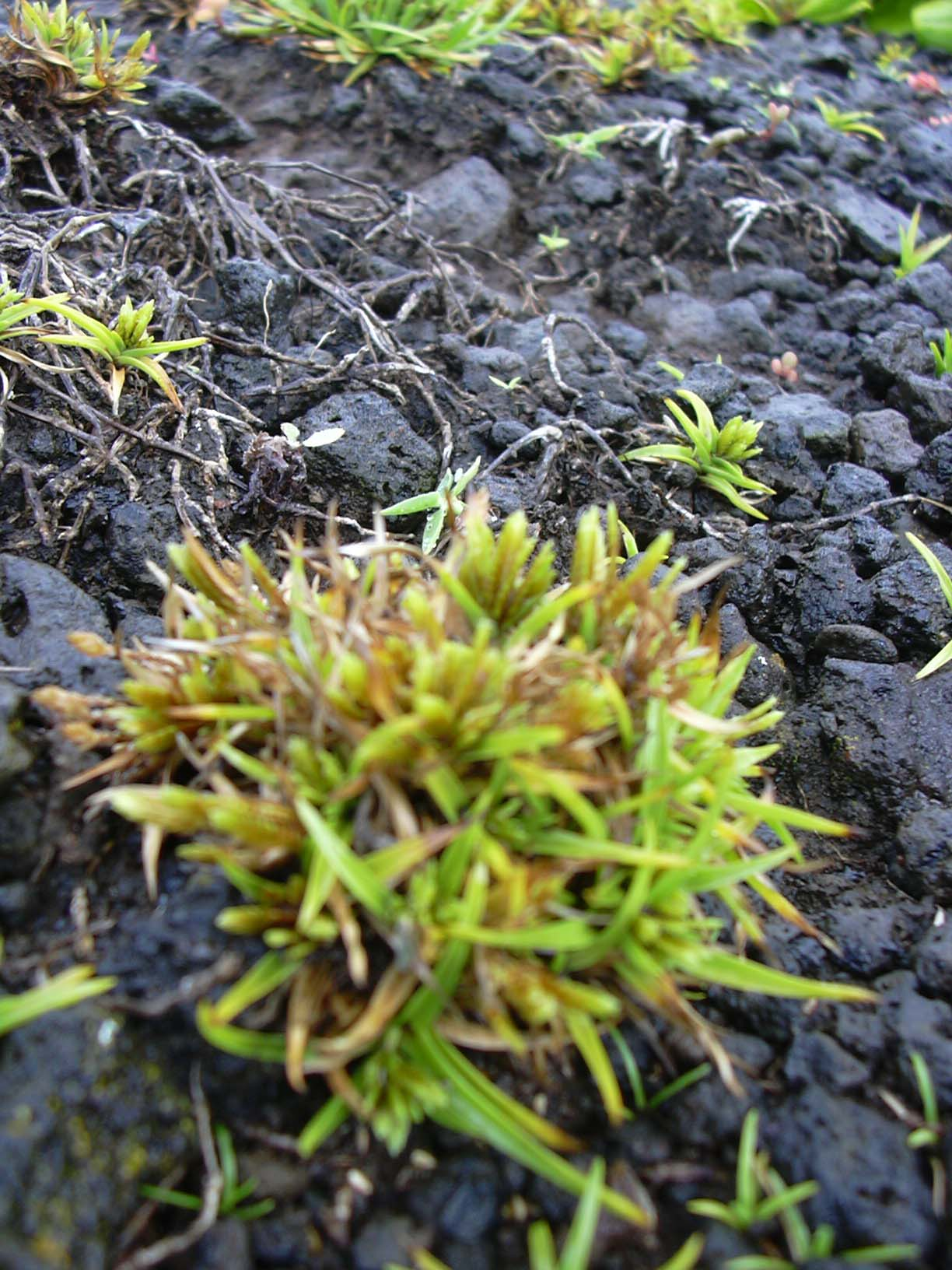